# Hesperian (Mars)
Das Hesperian bezeichnet ein geologisches System sowie eine Zeitperiode auf dem Mars, in der die rege vulkanische Aktivität und die immensen Überflutungen das Landschaftsbild des Planeten prägten. Das Hesperian bezeichnet eine Zwischen- und Übergangsperiode in der Geschichte des Planeten. Während dieser Übergangsperiode verwandelte sich die feuchtere und wahrscheinlich auch wärmere Oberfläche des Planeten (des Nochianzeitalters) in die trockene und kalte Staubwüste, die wir heute kennen. Das genaue Alter und die Dauer des Hesperianzeitalters ist jedoch nicht genau bekannt. Der Beginn dieser Zeitperiode ist durch das Ende des Großen Bombardements gekennzeichnet und korreliert mit dem Beginn der spätimbrischen Periode des Mondes vor ca. 3,7 Milliarden Jahren. Das Ende des Hesperianzeitalters wird zwischen 3,2 und 2,0 Milliarden Jahren vor unserer Zeitrechnung datiert. Oftmals wird ein Alter von 3 Milliarden Jahren angenommen, welches ungefähr mit dem frühen Archaikum der Erde zusammenfällt.
Nachdem die schweren Meteoriteneinschläge am Ende des Nochian aufhörten, war nur noch die Vulkanaktivität für die primären geologischen Prozesse verantwortlich. Sie produzierten weite Ebenen voller Flutbasalte und formten vulkanische Gebilde. Im Hesperian formten sich auch alle große Schildvulkane wie zum Beispiel der Olympus Mons. Vulkanische Gase setzten eine große Menge an Schwefeldioxid (SO2) und Schwefelwasserstoff (H2S) in die Atmosphäre frei, welche zu einem Wandel der Witterungsprozesse von Silikat- zu Sulfatmineralien führten. Das flüssige Wasser konzentrierte sich an bestimmten Stellen und wurde durch eine Reaktion mit SO2 und H2S zu Schwefelsäure H2SO4.
Zum Beginn des späten Hesperian hatte sich die Atmosphäre bereits auf ihr heutiges Niveau ausgedünnt. Während der Planet weiter auskühlte, gefror das Wasser in der oberen Erdkruste zu Eis und bildete eine Kryosphäre für tiefer gelegenes Grundwasser. Später wurde diese Kryosphäre durch vulkanische und seismische Aktivitäten durchbrochen und infolgedessen strömten riesige Mengen Grundwasser an die Oberfläche und formten riesige Kanäle. Das meiste Wasser floss in die nördliche Hemisphäre ab und bildete dort vorübergehend große Seen bzw. einen eisbedeckten Ozean.

## Beschreibung und Namensherkunft
Die Zeitperiode Hesperian wurde nach dem Marshochland Hesperia Planum benannt. Dabei handelt es sich um ein Hochlandgebiet, welches von einigen Kratern durchzogen ist und sich nordöstlich des Hellas-Einschlagbeckens befindet. Das Areal ist auf der Karte „Mare Tyrrhenum quadrangle“ (MC-22) bei den Koordinaten 20°S 245°W zu finden. Die Region wird von weiten geriffelten Ebenen dominiert, die als Dorsum bezeichnet werden, welche Ähnlichkeiten mit der Mondoberfläche (Mare) aufweisen. Eruptionen, welche durch zahlreiche Risse im Boden austraten, formten durch die Ablagerung von Flutbasalten treppenförmige Gebilde, welche für diese Riffelung der Ebenen verantwortlich sind. Die Anzahl der Krater ist in diesem Gebiet moderat und beläuft sich auf 125–200 Stück pro 1 Mio. km², welche größer als 5 km im Durchmesser sind. Ebenen, die im Hesperian entstanden sind, bedecken in etwa 30 % des Planeten. Am häufigsten treten diese geologischen Systeme im Hesperia Planum, Syrtis Major Planum, Lunae Planum, Malea Planum, und Syria-Solis-Sinai Planum (südliches Tharsis) auf.

## Stratigraphie und Hesperianische Chronologie
Die Zeitperioden des Mars basieren auf geologischen Aufnahmen (Geologische Karte), welche durch Weltraumsonden (Fernerkundung) gefertigt wurden. Als Geologische Karte bezeichnet man ein Terrain, welches sich durch Textur, Farbe, Albedo, spektrale Eigenschaften oder gewissen Landschaftsformationen von anderen Gebieten unterscheidet und dabei groß genug ist, um sie auf einer Karte darzustellen. Eine geologische Karte beschreibt jedoch mehr als nur die sichtbare Oberfläche im geologischen Sinn. Es kann sich dabei um Kraterauswurf, Ablagerungen, Lavaflüsse oder um jede Art von Oberflächenbeschaffenheit handeln, die sich im dreidimensionalen Raum darstellen lässt. Durch geologische Methoden wie Überlagerung, Querschnitts-Beziehung und das Verhältnis der Einschlagkrater (Dichte, Alter) können die Geologen die Surface Units vom zeitlich ältesten zum jüngsten einteilen. Einheiten mit ähnlichem Alter werden zu sogenannten chronostratigraphischen Einheiten zusammengefasst und als System bezeichnet. Für den Mars wurden drei Systeme definiert: Nochian, Hesperian und Amazonian. Geologische Strukturen, die unterhalb der Nochianschichten liegen, werden dabei als Pre-Nochian bezeichnet. Das geologische Zeitalter, welches zum geologischen System Hesperian äquivalent ist, wird als Hesperianperiode bezeichnet. Alle geologischen Formationen des Hesperian sind in dieser Zeitperiode entstanden.

## Unterschied zwischen System und Periode
Ein System ist in der Hierarchie der Rangstufen der chronostratigraphischen Einheiten die mittlere von insgesamt fünf Einheiten. In der Geochronologie entspricht diese Zeitspanne der Einheit Periode. Die Begriffe System und Periode werden in der Literatur häufig – aber nicht ganz korrekt – als Synonyme gebraucht. Die Grenzen der chronostratigraphischen Einheit System werden durch isochrone (zeitgleiche) stratigraphische Flächen begrenzt, die durch biostratigraphische Marker oder auch andere Ereignisse definiert sind. Die Systeme sind durch die Grenzflächen zwischen zwei aufeinanderfolgenden Systemen sowie durch deren Abfolge in der Zeit relativ definiert, d. h. das absolute Alter der Grenzflächen und der absolute Zeitumfang eines Systems ist nicht in dieser Definition enthalten, da sich die absoluten Alter der Grenzflächen durch andere oder neuere Methoden der Altersbestimmung wie zum Beispiel radiometrische Datierung immer noch ändern können. Da eine radiometrische Datierung auf dem Mars nicht möglich ist, erfolgt die Einteilung anhand der Dichte und der Verteilung von Einschlagskratern, welche wiederum sehr modellabhängig ist. Daraus folgt eine sehr ungenaue Einteilung der Zeitperioden. Vor allem der Beginn und das Ende des Hesperian und des Amazonian können um den Faktor 2 bis 3 variieren.

## Grenzen und Unterteilungen
Die untere Grenze des Hesperiansystems wird durch den unteren Teil der geriffelten Ebenen aufgespannt, welche ein typisches Gebilde des Hesperian Planum sind und in etwa ein Drittel des Planeten bedecken. Im Osten des Hesperia Planum überdecken die geriffelten Ebenen das Kratermaterial aus dem früheren und mittleren Nochian. Die oberen Grenzen sind etwas komplexer definiert und wurden im Verlauf der Zeit immer wieder neu definiert, da immer genauere geologische Daten vorlagen. Derzeit wird die stratigraphische Grenze des Hesperian als Basis der Vasitas-Borealis-Formation definiert. Das Vasitas Borealis ist eine riesige Tiefebene, welche einen Großteil der nördlichen Hemisphäre bedeckt. Es wird vermutet, dass sich die Sedimentablagerungen in diesem Gebiet durch große Ausflussöffnungen gebildet haben, aber sie könnten auch die Überreste eines Ozeans sein, welcher einst das nördliche Tiefland bedeckt hat. Eine andere Interpretation zur Entstehung des Vastitas Borealis besagt, dass sie aus Lavaflüssen hervorgegangen ist.
Das Hesperiansystem ist in zwei chronostratigraphische Serien unterteilt: tieferes/frühes Hesperian und höheres/späteres Hesperian. Die Einteilung erfolgt durch gewisse Referenzpunkte und Orte auf dem Planeten, an denen eine genaue zeitliche geologische Abfolge erkennbar ist. Zum Beispiel ist das Hesperia Planum der Referenzpunkt für das tiefere Hesperian. Die korrespondierenden Zeitperioden heißen frühe Hesperian Epoche und späte Hesperian Epoche. Angemerkt sei, dass eine Epoche zur Unterteilung einer Periode dient. Auch hier dürfen die Begriffe nicht Synonym verwendet werden. Das genaue Alter der Hesperian Epochen kann nur anhand der Kraterverteilung geschätzt werden und liegt zwischen 3600 und 3200 Mio. Jahren. Die ungefähre Zeitspanne ist in der Grafik unten ersichtlich.
Die stratigraphische Nomenklatur der Erde wird seit Jahrzehnten erfolgreich am Mars angewendet, aber sie enthält auch zahlreiche Fehler. Sobald genauere Daten vorliegen, wird in diesem Bereich eine große Überarbeitung notwendig sein. Für eine genauere Betrachtung ist die radiometrische Datierung des Marsgesteins notwendig und dies wird erst in Zukunft möglich sein.

## Der Mars während der Hesperian Periode
Das Hesperian war ein Zeitalter großer Überflutungen und hoher vulkanischer Aktivität. Die Meteoriteneinschläge wurden immer seltener und die meisten tektonischen Prozesse des Mars fanden in dieser Zeitperiode statt. Das große Gewicht des Tharsisplateus erzeugte ein großes Netzwerk an Rissen und Deformationen in der westlichen Hemisphäre. In diesem Prozess entstand auch der große äquatoriale Canyon Valles Marineris. Die Schwefelsäureverwitterung erzeugte eine große Menge an schwefelhaltigen Mineralien. Als das Klima immer trockener wurde, bildeten sich großflächige Evaporite. Das Hesperian war auch ein Zeitalter, in dem erstmals gletscher- und eisbezogene Prozesse in der geologischen Aufzeichnung des Mars erscheinen.

## Die Bedeutung der Einschlagskrater
Wie beabsichtigt, bezieht sich der Begriff Hesperian auf die Gesteinsschichten des Mars, die das Ende des Großen Bombardements datieren. Es ist schwer zu sagen, mit welcher Rate die Einschlagswahrscheinlichkeit sank und über welchen Zeitraum sie das heutige Niveau erreichte. Durch die Analyse der Einschlagskrater auf unserem Mond können wir heute abschätzen, dass die Einschlagswahrscheinlichkeit im inneren Sonnensystem während des Nochian (vor 4 Mrd. Jahren) ungefähr 500-mal höher war als heute. Planetenforscher sind sich bis heute nicht einig, ob mit diesem Zeitalter ein planetarer Formungsprozess zu Ende ging oder ob es sich um einen katastrophalen Impuls handelte. Auf jeden Fall kann gesagt werden, dass die Wahrscheinlichkeit eines Einschlags zu Beginn des Hesperian das 80-fache der heutigen betrug und sich zum Ende des Hesperian 700 Mio. Jahre später auf ihr heutiges Niveau einpendelte.

## Weiterführende Literatur
- Boyce, Joseph, M. (2008). The Smithsonian Book of Mars; Konecky & Konecky: Old Saybrook, CT, ISBN 978-1-58834-074-0
- Carr, Michael, H. (2006). The Surface of Mars; Cambridge University Press: Cambridge, UK, ISBN 978-0-521-87201-0.
- Hartmann, William, K. (2003). A Traveler’s Guide to Mars: The Mysterious Landscapes of the Red Planet; Workman: New York, ISBN 0-7611-2606-6.
- Morton, Oliver (2003). Mapping Mars: Science, Imagination, and the Birth of a World; Picador: New York, ISBN 0-312-42261-X.